# ICC Women’s World Twenty20 2014
Die ICC World Women’s Twenty20 2014 war die vierte Weltmeisterschaft im Twenty20-Cricket der Frauen und fand parallel zur Weltmeisterschaft der Männer vom 23. März bis 6. April 2014 in Bangladesch statt. Im Finale konnte sich Australien mit 6 Wickets gegen England durchsetzen.

## Teilnehmer
Das Teilnehmerfeld bestand aus zehn Mannschaften. Dabei qualifizierten sich die ersten sechs Teams des ICC Women’s World Twenty20 2012 und der Gastgeber Bangladesch automatisch. Irland, Pakistan und Sri Lanka qualifizierten sich bei einem Qualifikationsturnier für diese Weltmeisterschaft.
| - Australien - Bangladesch - England - Indien - Irland | - Neuseeland - Pakistan - Südafrika - Sri Lanka - West Indies |

## Austragungsorte
Die folgenden Stadien wurden für das Turnier als Austragungsort vorgesehen und wurden am 27. Oktober 2013 bekanntgegeben.
| Stadion                                | Stadt  | Kapazität | Spiele                          |
| -------------------------------------- | ------ | --------- | ------------------------------- |
| Sher-e-Bangla National Cricket Stadium | Dhaka  | 26.000    | Halbfinale und Finale           |
| Sylhet International Cricket Stadium   | Sylhet | 18.500    | Vorrunde und Platzierungsspiele |

## Kaderlisten
Die Teams benannten die folgenden Kader für das Turnier. Sri Lanka benannte seinen Kader am 13. Februar, Neuseeland am 17. Februar, England am 18. Februar, Pakistan am 19. Februar und Indien am 21. Februar 2013.
| WTwenty20 | WTwenty20 | WTwenty20 | WTwenty20 | WTwenty20 |
| Australien | Bangladesch | England | Indien | Irland |
| --- | --- | --- | --- | --- |
| - Meg Lanning (K) - Alex Blackwell (VK) - Nicole Bolton - Less Cameron - Sarah Coyte - Rene Farrell - Holly Ferling - Alyssa Healy (wk) - Julie Hunter - Jess Jonassen - Delissa Kimmince - Beth Mooney - Erin Osborne - Ellyse Perry - Elyse Villani        | - Salma Khatun (K) - Ayesha Rahman - Fahima Khatun - Farzana Hoque - Jahanara Alam - Khadija Tul Kubra - Lata Mondal - Nuzhat Tasnia - Panna Ghosh - Rumana Ahmed - Sanjida Islam - Shaila Sharmin - Shamima Sultana (wk) - Sharmin Akhter - Shohaly Akhter | - Charlotte Edwards (K) - Tammy Beaumont - Kate Cross - Jodie Dibble - Georgia Elwiss - Lydia Greenway - Rebecca Grundy - Jenny Gunn - Danielle Hazell - Amy Jones (wk) - Heather Knight - Natalie Sciver - Anya Shrubsole - Sarah Taylor - Frances Wilson                                                 | - Mithali Raj (K) - Harmanpreet Kaur (VK) - Soniya Dabir - Jhulan Goswami - Karu Jain (wk) - Latika Kumari - Smriti Mandhana - Madhuri Mehta - Sravanthi Naidu - Shikha Pandey - Shubhlakshmi Sharma - Gouher Sultana - Vellaswamy Vanitha - Poonam Yadav | - Isobel Joyce (K) - Laura Delany - Emma Flanagan - Jennifer Gray - Cecelia Joyce - Amy Kenealy - Louise McCarthy - Kate McKenna - Lucy O’Reilly - Eimar Richardson - Rebecca Rolfe - Melissa Scott-Hayward - Clare Shillington - Elena Tice - Mary Waldron (wk)    |
| Neuseeland | Pakistan | Sri Lanka | Südafrika | West Indies |
| - Suzie Bates (K) - Nicola Browne - Samantha Curtis - Sophie Devine - Maddy Green - Holly Huddleston - Hayley Jensen - Felicity Leydon-Davis - Frances Mackay - Katey Martin (wk) - Sara McGlashan (wk) - Morna Nielsen - Katie Perkins - Rachel Priest (wk) | - Sana Mir (K) - Bismah Maroof (VK) - Asmavia Iqbal - Batool Fatima (wk) - Javeria Khan - Marina Iqbal - Nahida Khan - Nain Abidi - Nida Dar - Qanita Jalil - Sadia Yousuf - Sania Khan - Sidra Ameen - Sumaiya Siddiqi                                     | - Shashikala Siriwardene (VK) - Chamari Athapaththu (VK) - Chandima Gunaratne - Eshani Lokusuriyage - Yashoda Mendis - Hasisni Perera - Chamari Polgampola - Udeshika Prabodhani - Oshadi Ranasinghe - Deepika Rasangika - Maduri Samuddika - Rebeca Vandort (wk) - Nilakshi de Silva - Sripali Weerakkody | - Mignon du Preez (K) - Trisha Chetty (wk) - Moseline Daniels - Shandre Fritz - Shabnim Ismail - Marizanne Kapp - Lizelle Lee - Marcia Letsoalo - Suné Luus - Nadine Moodley - Dané van Niekerk - Chloe Tryon - Yolandi van der Westhuizen                | - Merissa Aguilleira (K, wk) - Shemaine Campbelle - Shanel Daley - Deandra Dottin - Chinelle Henry - Stacy-Ann King - Kycia Knight (wk) - Natasha McLean - Anisa Mohammed - Sabrina Munroe - Shaquana Quintyne - Shakera Selman - Tremayne Smartt - Stafanie Taylor |

## Turnier

### Modus
In die zwei Vorrundengruppen wurden jeweils fünf Teams gelost, in denen Jeder gegen Jeden jeweils ein Spiel absolviert. Dabei gibt es für die siegreiche Mannschaft zwei Punkte, für die unterlegene keinen. Kann kein Sieger festgestellt werden (beispielsweise durch Regenabbruch) erhielten beide Mannschaften je einen Punkt. Sollte nach den gespielten Innings beider Mannschaften beide die gleiche Anzahl von Runs erzielt haben, folgt ein Super Over. Nach der Vorrunde qualifizieren sich jeweils die besten beiden Mannschaften beider Gruppen für das Halbfinale, wobei bei Punktgleichheit die Net Run Rate entscheidend ist. Die beiden Sieger der Halbfinals spielen anschließend das Finale aus. Die dritt- und viertplatzierten der Vorrundengruppen spielen in zwei Qualifikationsspielen die beiden Mannschaften aus, die sich zusätzlich zu den Halbfinalisten für die World Women’s Twenty20 2016 qualifizieren.

### Gruppe A
Tabelle
| Gruppe 1   | Sp. | S | N | NR | P | NRR    |
| ---------- | --- | - | - | -- | - | ------ |
| Australien | 4   | 3 | 1 | 0  | 6 | +2.205 |
| Südafrika  | 4   | 3 | 1 | 0  | 6 | +1.606 |
| Neuseeland | 4   | 3 | 1 | 0  | 6 | +1.275 |
| Pakistan   | 4   | 1 | 3 | 0  | 2 | −2.288 |
| Irland     | 4   | 0 | 4 | 0  | 0 | −2.750 |

Spiele
| 23. März Scorecard | Sylhet | Neuseeland 128-8 (20)         | – | Australien 121 (19.3) |
|                    |        | Neuseeland gewinnt mit 7 Runs |   |                       |

| 23. März Scorecard | Sylhet | Südafrika 163-0 (20)          | – | Pakistan 119-9 (20) |
|                    |        | Südafrika gewinnt mit 44 Runs |   |                     |

| 25. März Scorecard | Sylhet | Irland 129-5 (20)                | – | Neuseeland 171-3 (20) |
|                    |        | Neuseeland gewinnt mit 7 Wickets |   |                       |

| 25. März Scorecard | Sylhet | Südafrika 115-9 (20)             | – | Australien 116-4 (18.4) |
|                    |        | Australien gewinnt mit 6 Wickets |   |                         |

| 27. März Scorecard | Sylhet | Australien 191-4 (20)          | – | Irland 113-7 (20) |
|                    |        | Australien gewinnt mit 78 Runs |   |                   |

| 27. März Scorecard | Sylhet | Neuseeland 167-3 (20)          | – | Pakistan 108-7 (20) |
|                    |        | Neuseeland gewinnt mit 59 Runs |   |                     |

| 29. März Scorecard | Sylhet | Südafrika 165-5 (20)          | – | Irland 79 (19.5) |
|                    |        | Südafrika gewinnt mit 86 Runs |   |                  |

| 29. März Scorecard | Sylhet | Australien 185-2 (20)          | – | Pakistan 91-9 (20) |
|                    |        | Australien gewinnt mit 94 Runs |   |                    |

| 31. März Scorecard | Sylhet | Pakistan 119-6 (20)          | – | Irland 105 (19.3) |
|                    |        | Pakistan gewinnt mit 14 Runs |   |                   |

| 31. März Scorecard | Sylhet | Neuseeland 114-8 (20)           | – | Südafrika 116-5 (19.2) |
|                    |        | Südafrika gewinnt mit 5 Wickets |   |                        |

### Gruppe B
Tabelle
| Gruppe 1    | Sp. | S | N | NR | P | NRR    |
| ----------- | --- | - | - | -- | - | ------ |
| England     | 4   | 3 | 1 | 0  | 6 | +1.363 |
| West Indies | 4   | 3 | 1 | 0  | 6 | +0.773 |
| Indien      | 4   | 2 | 2 | 0  | 4 | +0.781 |
| Sri Lanka   | 4   | 1 | 3 | 0  | 2 | −0.437 |
| Bangladesch | 4   | 1 | 3 | 0  | 2 | −2.388 |

Spiele
| 24. März Scorecard | Sylhet | West Indies 133-7 (20)         | – | England 124-9 (20) |
|                    |        | West Indies gewinnt mit 9 Runs |   |                    |

| 24. März Scorecard | Sylhet | Sri Lanka 128-8 (20)          | – | Indien 106-9 (20) |
|                    |        | Sri Lanka gewinnt mit 22 Runs |   |                   |

| 26. März Scorecard | Sylhet | West Indies 115 (20)            | – | Bangladesch 79 (17.3) |
|                    |        | West Indies gewinnt mit 36 Runs |   |                       |

| 26. März Scorecard | Sylhet | Indien 95-9 (20)              | – | England 98-5 (18.1) |
|                    |        | England gewinnt mit 5 Wickets |   |                     |

| 28. März Scorecard | Sylhet | England 137-5 (20)          | – | Bangladesch 58-9 (20) |
|                    |        | England gewinnt mit 79 Runs |   |                       |

| 28. März Scorecard | Sylhet | Sri Lanka 84 (16.5)               | – | West Indies 87-2 (15) |
|                    |        | West Indies gewinnt mit 8 Wickets |   |                       |

| 30. März Scorecard | Sylhet | Indien 151-5 (20)          | – | Bangladesch 72-8 (20) |
|                    |        | Indien gewinnt mit 79 Runs |   |                       |

| 30. März Scorecard | Sylhet | Sri Lanka 85-9 (20)           | – | England 83-3 (16) |
|                    |        | England gewinnt mit 7 Wickets |   |                   |

| 1. April Scorecard | Sylhet | Bangladesch 115-9 (20)         | – | Sri Lanka 112-9 (20) |
|                    |        | Bangladesch gewinnt mit 3 Runs |   |                      |

| 1. April Scorecard | Sylhet | West Indies 117-7 (20)       | – | Indien 121-1 (17.4) |
|                    |        | Indien gewinnt mit 9 Wickets |   |                     |

## Qualifikationsspiele für Women’s WT20 2016
| 2. April Scorecard | Sylhet | Sri Lanka 131-7 (20)             | – | Neuseeland 135-4 (19) |
|                    |        | Neuseeland gewinnt mit 6 Wickets |   |                       |

| 2. April Scorecard | Sylhet | Indien 106-7 (20)         | – | Pakistan 100-9 (20) |
|                    |        | Indien gewinnt mit 6 Runs |   |                     |

## Platzierungsspiele

### Spiel um Platz 9
| 3. April Scorecard | Sylhet | Australien 106-7 (20)           | – | Irland 89 (19.3) |
|                    |        | Bangladesch gewinnt mit 17 Runs |   |                  |

### Spiel um Platz 7
| 3. April Scorecard | Sylhet | Pakistan 122-5 (20)          | – | Sri Lanka 108-8 (20) |
|                    |        | Pakistan gewinnt mit 14 Runs |   |                      |

## Halbfinale
| 3. April Scorecard | Mirpur | Australien 140-5 (20)         | – | West Indies 132-4 (20) |
|                    |        | Australien gewinnt mit 8 Runs |   |                        |

| 4. April Scorecard | Mirpur | Südafrika 101 (19.5)          | – | England 102-1 (16.5) |
|                    |        | England gewinnt mit 9 Wickets |   |                      |

## Finale
| 6. April Scorecard | Mirpur | England 105-8 (20)               | – | Australien 106-4 (15.1) |
|                    |        | Australien gewinnt mit 6 Wickets |   |                         |